# Reichsmark
Reichsmark var den officielle møntfod i Tyskland 1924-48. Der skulle 100 Reichspfennig til en Reichmark.
Reichsmark afløste den 30. august 1924 Rentenmark som lovligt betalingsmiddel i forholdet 1:1. Pengesedler lydende på Rentenmark forblev dog i omløb indtil 1948. 

## Pengesedler
- 20 RM, 1924
- 50 Rpf, 1938–1945
- 1 RM, 1938–1945
- 2 RM, 1938–1945
- 5 RM, 1938–1945
- 20 RM, 1938–1945
- 50 RM, 1938–1945